# Baccara
Baccara foi uma dupla vocal feminina espanhola, formada em 1977 pelas cantoras Mayte Mateos (7 de fevereiro de 1951, Logroño) e María Mendiola (04 de abril de 1952, – 11 de setembro de 2021). O duo rapidamente alcançou sucesso internacional com seu single de estreia "Yes Sir, I Can Boogie", que ficou em primeiro lugar nas paradas musicais de grande parte da Europa e se tornou a canção com vendas mais altas por um duo feminino de todos os tempos, comercializando mais de 16 milhões de unidades em todo o mundo. Um single seguinte ("Sorry, I'm a Lady") e uma turnê europeia as levaram a uma série de lançamentos de álbuns, inúmeras aparições na televisão e a sua escolha para representar Luxemburgo no Festival Eurovisão da Canção 1978. 
Apesar de um número substancial de seguidores na Espanha, Alemanha e Japão, em 1981 sua mistura de pop, música disco e flamenco começou a perder popularidade, e em 1983 Mateos e Mendiola já estavam trabalhando em projetos solo. Alcançando pouco sucesso sozinhas, as duas formaram duplas próprias: variações separadas do Baccara original apareceram durante o meio da década, com Mendiola liderando o New Baccara e Mateos mantendo o nome original da dupla. Durante a década de 1990, o New Baccara voltou a ser Baccara e, como consequência, Mateos e Mendiola lideraram duplas diferentes com o mesmo nome. Ambas subsequentemente tiveram carreiras de legado prolongados, mas separadas, baseadas na nostalgia e em sua fama anterior.

## História
A dupla alcançou rapidamente o sucesso internacional com o seu primeiro single "Yes Sir, I Can Boogie", que alcançou o número um em grande parte da Europa. Um sucesso seguinte foi “Sorry, I'm a lady”. A tournée europeia conduziu ao lançamento de uma série de álbuns, numerosas aparições na televisão e motivada pelo sucesso estrondoso,elas foram escolhidas para representar Luxemburgo no Festival Eurovisão da Canção 1978. Baccara recebeu o número máximo de votos de Itália e Portugal - mas terminou apenas em sétimo lugar. No entanto, as vendas elevadas, especialmente na Dinamarca, Suécia e Bélgica, significaram que o single foi um sucesso comercial.
Apesar da quantidade de fãs em Espanha, Alemanha e Japão, em 1981 a combinação de disco, pop e música espanhola passou de moda. Devido ao conflito entre Maria Mendiola e Mayte Mateo durante a gravação do quarto e último álbum da formação original, e às baixas vendas deste álbum, a formação original da dupla se separou em 1981. Em 1983 Mayte Mateos e Maria Mendiola decidiram trabalhar em projetos a solo, mas alcançaram pouco sucesso nas suas carreiras individuais.

### Baccará de Mayte Mateos (1983 - agora)
Durante os últimos 40 anos, Mayte Mateos trabalhou com mais de uma dezena de parceiros de palco. No final da década de 1990, Mateos trabalhava com a cantora australiana Jane Comerford.
Em 1999, Mayte Mateos começou a se apresentar e gravar com a cantora espanhola Cristina Sevilla. Sob o nome artístico Baccara 2000 Mateos e Sevilla lançaram o single Yes sir, I can boogie '99 pela gravadora alemã Bertelsmann Music Group.
Seguiu-se o álbum denominado Baccara 2000 , também lançado pela BMG – RCA. O álbum foi produzido por Thorsten Brötzman , que já havia feito uma turnê pela Rússia como tecladista com Thomas Anders em 1995, e esteve envolvido nas gravações do Blue System de 1992 a 1997. 
No início de 2004, Mateos e Sevilla – já com o nome artístico Baccara – lançaram o single Soy tu Venus e participaram no Melodiefestival  na Suécia, onde alcançaram o 7º lugar. Mais tarde, em 2004, o álbum Soy tu Venus foi lançado pela gravadora sueca Lionheart Records.

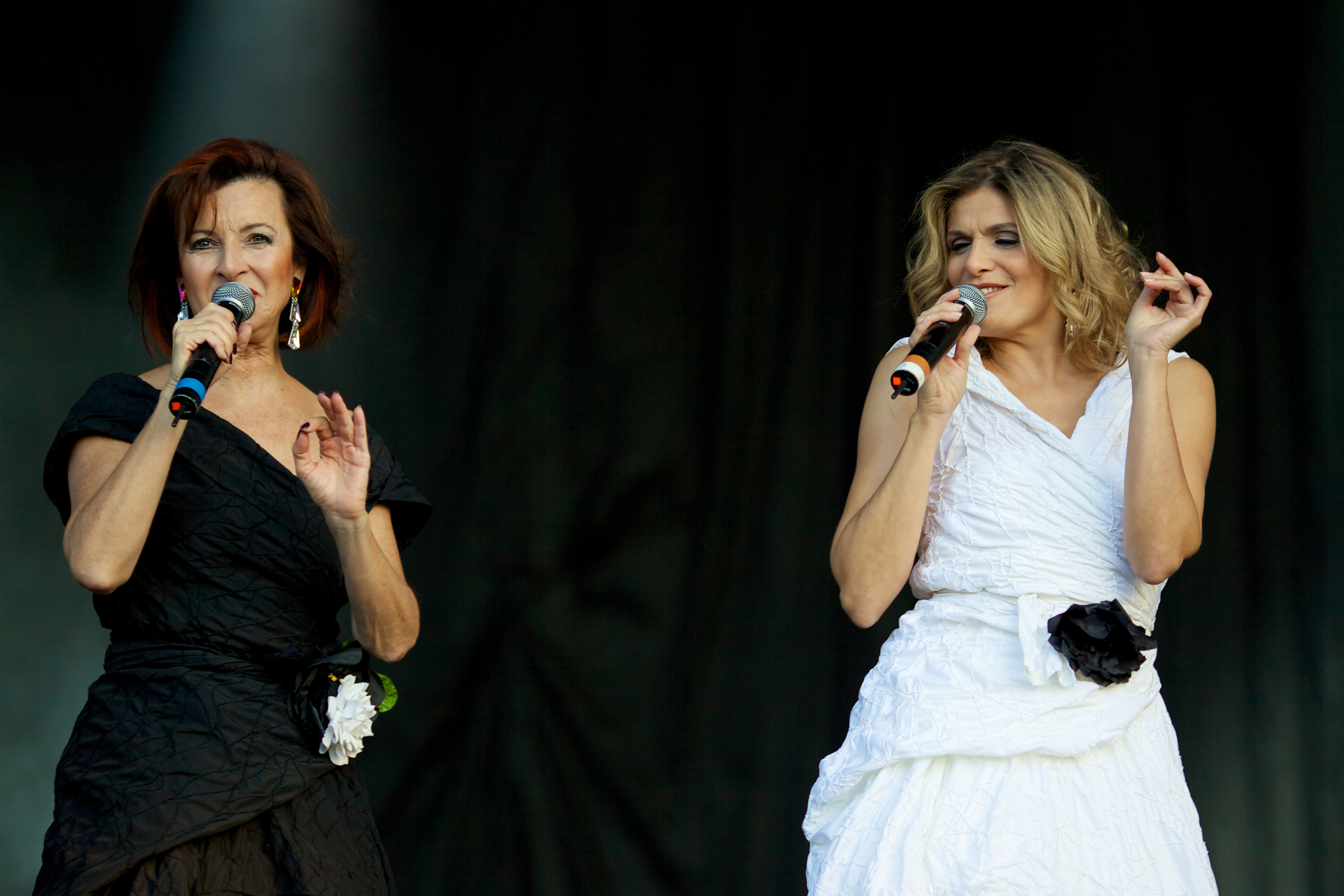
Baccara de Mayte Mateos e Paloma Blanco, 2010

Desde 2005, Mayte Mateos se apresenta no palco e grava em estúdio com Paloma Blanco. Em 2008 lançaram o single Nights in black satin e o álbum Satin… in black and white  pelo selo alemão Edel. O álbum foi produzido por Ralf Soja e Frank Dostal, os produtores da formação original do Baccara. Apesar disso, o álbum não teve sucesso comercial.
Após a pandemia, Mateos jogou apenas 3 vezes. Um show aconteceu em 2022, em sua cidade natal, Logronho. Dois shows em 2023 foram realizados na ilha de Maiorca, onde hoje reside Mayteos. Não foi divulgado se Mayte Mateos ainda viaja para se apresentar em outros países.

### Baccará de Maria Mendiola (1985-2021)
Maria Mendiola toca e grava com Marisa Pérez desde 1985. Em 1986, sob o nome artístico New Baccara, lançaram o single Call me up  pelo selo “Sanni Records”. O single foi produzido por Luis Rodriguez, co-produtor de Modern Talking e C.C. Catch. Para Talisman, versão em espanhol da mesma música, Mendiola escreveu a letra. Em 1988, Mendiola e Pérez – ainda usando o nome artístico New Baccara – lançaram o single Fantasy boy pela gravadora “Bellaphon”. As duas músicas acima mencionadas trouxeram grande popularidade a New Baccara na América Latina.

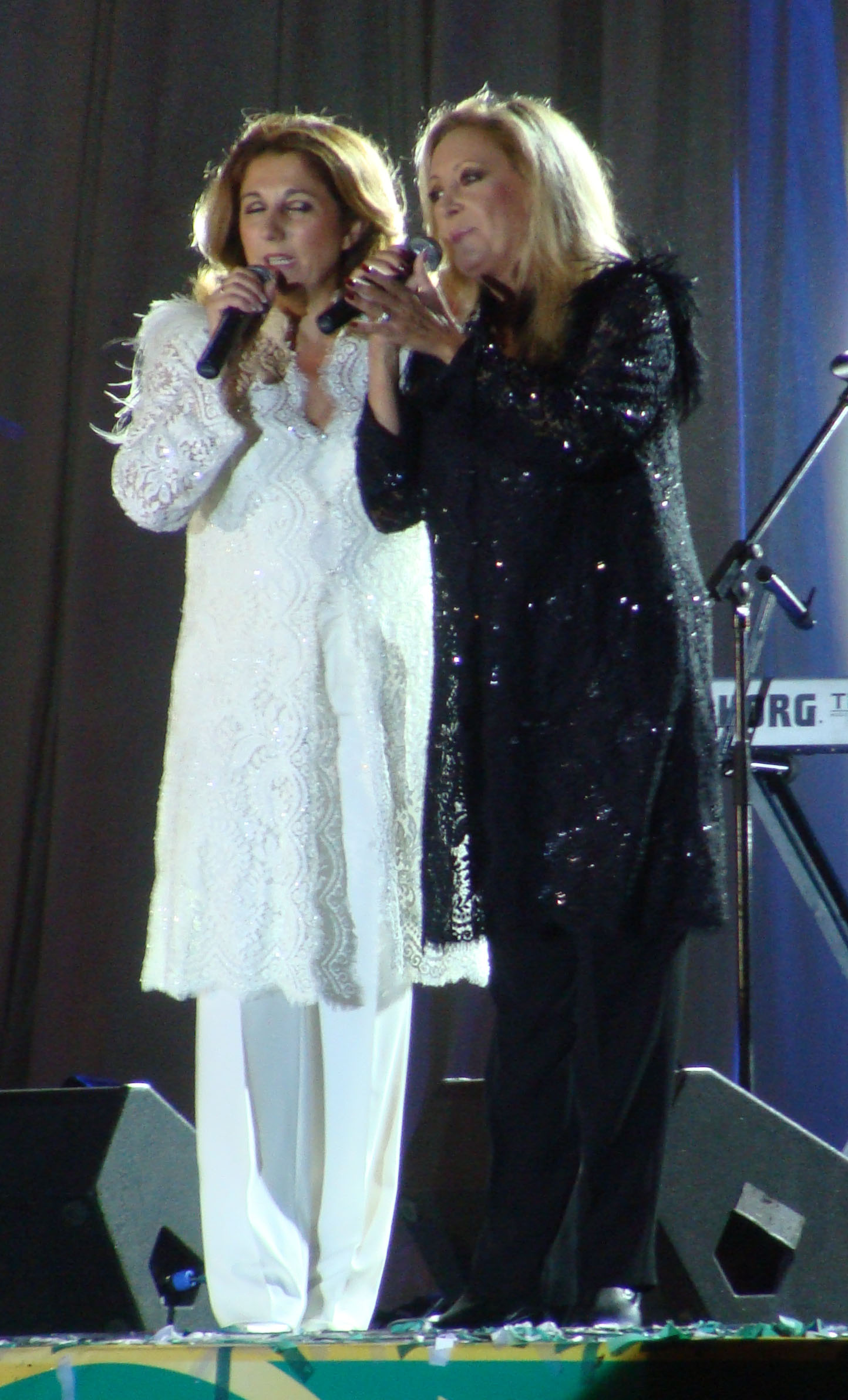
Cristina Sevilla (esquerda) e Maria Mendiola (direita), em 2011 na Rússia

Em 1989, veio o single Touch me. No início da década de 1990, Mendiola e Pérez abandonaram o prefixo “New” e começaram a gravar como Baccara. Em 1993 eles lançaram o single Wind beneath my wings pelo selo britânico “Loading bay”. O single se tornou um hit club no Reino Unido. 
Como Baccara, Mendiola e Pérez têm viajado ativamente pela Europa Ocidental. Em 2004, eles se apresentaram no festival “Discoteka 80s” em Moscovo, na Rússia. Em agosto de 2005, Mendiola e Pérez foram homenageados com um memorial na "Musical Mile" de Viena, Áustria ao longo de sua "Caminhada das Estrelas" no estilo hollywoodiano.
Em 2008, Marisa Pérez foi forçada a deixar os palcos devido a problemas de saúde.
Desde 2011, Maria Mendiola toca e grava com Cristina Sevilla, que já trabalhou com outro integrante original do Baccara, Mayte Mateos. Em 2012, Mendiola e Sevilla se apresentaram no festival “Legends of Retro FM”  em Moscovo, na Rússia. 
Em 2017, Mendiola e Sevilla lançaram o single Gimme your love, produzido por Luis Rodriguez, pelo selo Team 33 Music. O álbum I belong to your heart  foi lançado em breve.
Em 2020, Mendiola e Sevilla as Baccara regravaram o primeiro hit do Baccara, Yes sir I can boogie, para o remixer escocês George Benson. O single foi lançado como “GBX feat. Baccara”.
Maria Mendiola faleceu em 11 de setembro de 2021 em Madrid.

### Baccará de Cristina Sevilla (2022 - agora)
Em 2022, atendendo a muitos pedidos dos fãs e para honrar os contratos assinados ainda enquanto trabalhava com Maria Mendiola, Cristina Sevilla decidiu reviver o projeto. No dia 26 de janeiro de 2022 foi feito o anúncio de apresentação da nova parceira de palco do Sevilla – Helen de Quiroga. De Quiroga já trabalhou como backing vocal de artistas como Alejandro Sanz e Miguel Bosé, participou do Cats (musical)  e das gravações das trilhas sonoras espanholas para os filmes da Disney A Pequena Sereia (filme de 1989)  e “O Rei Leão”.

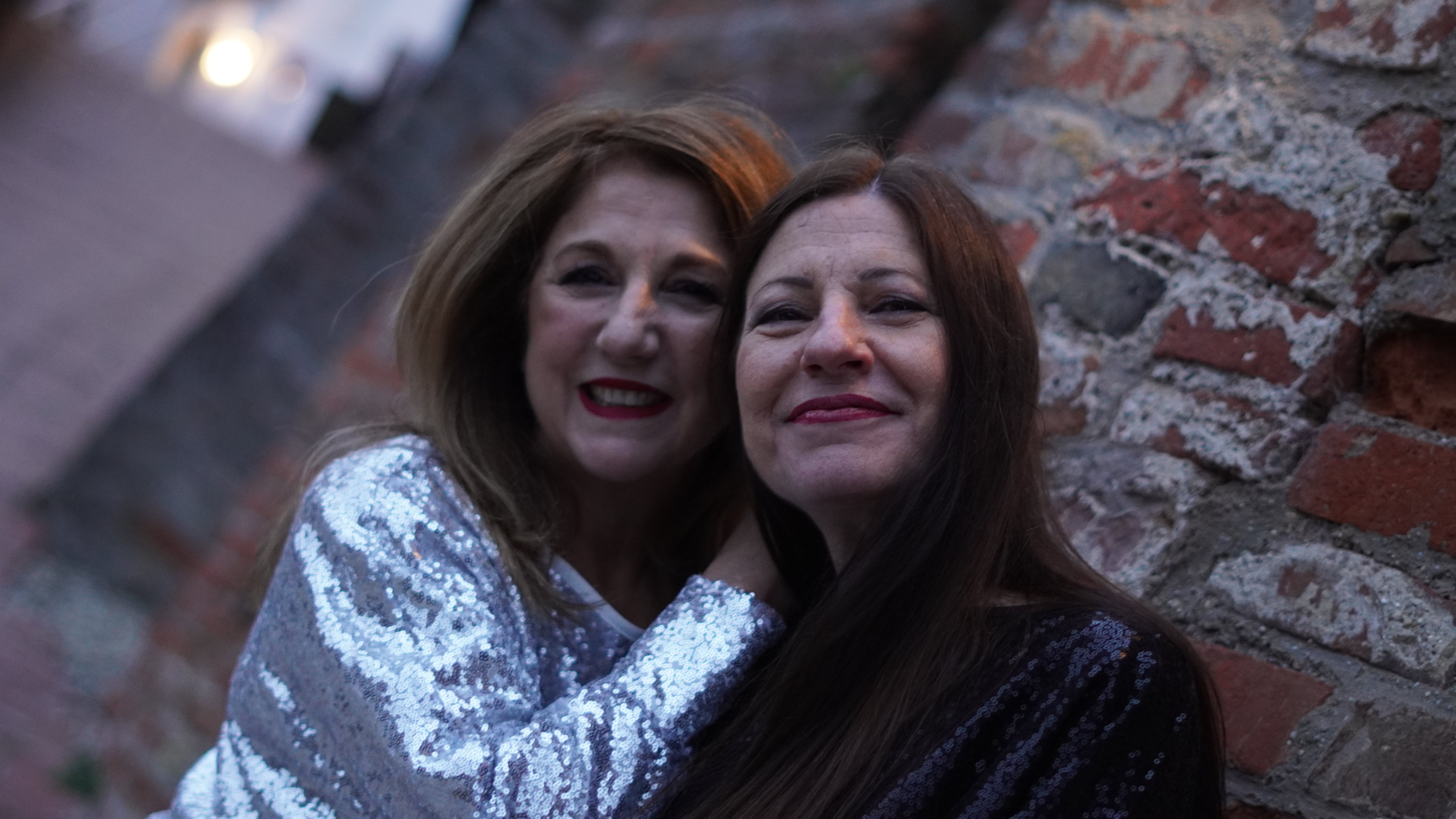
Cristina Sevilla (à esquerda) e Helen de Quiroga, em 2022

A primeira aparição da nova formação do Baccara no palco aconteceu em fevereiro de 2022, em Kiev, Ucrânia. Durante 2022, Sevilla e de Quiroga como Baccara se apresentaram em Sevilha na apresentação  da coleção cruzeiro Christian Dior; em Madrid, no MaDo, em junho; na Escócia, no festival 'Doune the Rabbit Hole',  em julho; em Londres, no Guilfest; na Estónia em Agosto.
Em setembro de 2022 lançaram o single digital Don't let this feeling go away pelo selo "Team 33 music". Em outubro de 2022, Sevilla e de Quiroga atuaram como Baccara na exposição de jardins  e flores em Brandemburgo, Alemanha e no 'Elle Cancer Ball' em Madrid, Espanha. Em novembro de 2022 viajaram para os Estados Unidos, para realizar dois shows  junto com Gina T.
Em fevereiro de 2023 Baccara se apresentou em Oruro, Bolívia. Em maio de 2023, a edição espanhola da revista Elle dedicou um artigo de 4 páginas a Baccara. Em junho, Sevilla e de Quiroga se apresentaram no Nostalgia Fest  em Riga, Letónia e no New Wave Fest em Houston e San José (Califórnia). Em julho de 2023, Baccara fez um show solo na cidade de Uralsk, no Cazaquistão. Em agosto, Sevilla e de Quiroga se apresentaram como Baccara no Festival de Artes e Cultura  da cidade de Botoșani, na Romênia. Em setembro, Baccara foi escolhida pela marca francesa de lingerie Etam para apresentar seu hit Yes sir, I can boogie no show ao vivo da Etam  durante a Paris Fashion Week. O programa foi transmitido ao vivo pelo canal de televisão francês TCM.
Em novembro, Sevilla e de Quiroga se apresentaram como Baccara no festival do vinho em Comrat, na Moldávia. No final de novembro, o novo single do Baccara When I’m with you foi lançado pela gravadora “Team 33 music”. Em janeiro de 2024, Sevilla e de Quiroga se apresentaram  em Londres, principalmente para o público latino-americano.

## Discografia

#### Álbuns de estúdio
| Ano  | Título        | Maior posição | Maior posição | Maior posição | Maior posição | Maior posição | Maior posição | Maior posição | Maior posição | Gravadora  | Certificações          |
| Ano  | Título        | AUS           | AUT           | FIN           | ALE           | PB            | NOR           | SUÉ           | RU            | Gravadora  | Certificações          |
| ---- | ------------- | ------------- | ------------- | ------------- | ------------- | ------------- | ------------- | ------------- | ------------- | ---------- | ---------------------- |
| 1977 | Baccara       | 35            | 2             | 1             | 13            | 22            | 1             | 1             | 26            | RCA Victor | - IFPI FIN: 2× Platina |
| 1978 | Light My Fire | —             | —             | 1             | —             | —             | 11            | 10            | —             | RCA Victor | - IFPI FIN: Ouro       |
| 1979 | Colours       | —             | —             | —             | —             | —             | —             | —             | —             | RCA Victor |                        |
| 1981 | Bad Boys      | —             | —             | —             | —             | —             | —             | —             | —             | RCA Victor |                        |

#### Álbuns de compilação
- 1978: The Hits of Baccara (RCA Victor)
- 1990: The Original Hits (BMG-Ariola)
- 1991: Star Collection (BMG-Ariola)
- 1993: The Collection (BMG-Ariola)
- 1994: Yes Sir, I Can Boogie (BMG-Ariola)
- 1994: Star Gala (BMG-Ariola/Spectrum)
- 1995: Golden Stars (BMG-Ariola)
- 1998: The Collection (BMG-Ariola)
- 1999: Woman to Woman (BMG-Ariola/Disky Communications)
- 2001: The Best of Baccara – Original Hits (BMG-Ariola/Hot Town Music-Paradiso)
- 2005: The Best of Baccara (Sony BMG/Camden UK)
- 2006: The Very Best of Baccara (Sony BMG)
- 2007: 30th Anniversary (Sony BMG)